# 谷汲駅
谷汲駅（たにぐみえき）は、岐阜県揖斐郡谷汲村（現、揖斐川町）にあった名古屋鉄道谷汲線の駅である。

## 歴史
谷汲村への鉄道を望む声は、岐阜市方面から北方方面への鉄道を開通させた岐北軽便鉄道が1921年に美濃電気軌道に合併されたころより上がっていた。実際に北方から先に路線が伸び、谷汲まで達したのは1926年のことで、路線の終着駅として当駅はこのときに開業した。北方から黒野までは先述の美濃電気軌道によって開通したが、黒野から当駅までの路線は別会社の谷汲鉄道によるものであった。この谷汲鉄道は1944年に名古屋鉄道に吸収され、同社の谷汲線となっている。
村には西国三十三所の第33番札所である谷汲山華厳寺があり、寺で祭礼が執り行われる際には参詣客や見物客で駅は大きな賑わいを見せていた。駅舎は開業以来の木造平屋建ての物が長年に渡って使用されてきたが、谷汲線が開業から70年を迎える1996年に、村の援助を受けて新設された昆虫館を併設した、近代的な装いに改められた。しかし、この5年後の2001年に谷汲線は全線が廃止され、これとともに当駅は廃駅となった。廃止後も駅舎は昆虫館と共に残され、構内にはモ750形モ755と、モ510形モ514が静態保存されている。静態保存ではあるが、モ755に関しては秋に行われる「赤い電車まつり」の際に、構内において貨車移動機による牽引運転が行われている。モ514は、2016年に保存に取り組むボランティア団体「庭箱鉄道」によって修繕を呼びかけるクラウドファンディングが行われ、赤単色への復元が計画されたが、目標額に達せず実現されていない。
- 1926年（大正15年）4月6日 - 谷汲鉄道の黒野駅 - 当駅間の開業により開設[9][10]。
- 1944年（昭和19年）3月1日 - 名古屋鉄道への合併により同社の谷汲線の駅となる[10]。
- 1985年（昭和60年）2月16日 - 無人化[11]。
- 1996年（平成8年）10月26日 - 新駅舎竣工[10]。駅構内で谷汲線開通70周年記念式典が執り行われる[5]。
- 2001年（平成13年）
  - 8月27日 - 駅名板が何者かに盗難される事件が発生[12]。しかし、同月30日に黒野駅に宅配便で返却される[12]。
  - 10月1日 - 谷汲線の廃線に伴い廃止[13]。
- 2002年（平成14年）7月7日 - モ755を静態保存[14]。
- 2006年（平成18年） - モ514を静態保存。

## 駅構造と保存車
島式ホーム1面2線を持つ地上駅であったが、末期には南側（駅舎から見て右側）の線路1本のみが使用され、北側の1本は本線への接続が切られ架線も外されていた。またホームの南側には留置線と貨物ホームもあったが、早い時期に線路が外されている。
1996年（平成8年）に村が約2億円をかけ、「谷汲村昆虫館」（現：谷汲昆虫館）を併設する形で建てられた駅舎は今も残され、ホーム跡にはモ750形モ755、モ510形モ514が静態保存されている。また、駅舎内部の旧待合室は谷汲線資料の展示場所になっている。
末期は無人駅であったが、正月や谷汲山豊年祈願祭が開かれる毎年2月18日には人出が多くなるため、駅員が配置されていた。

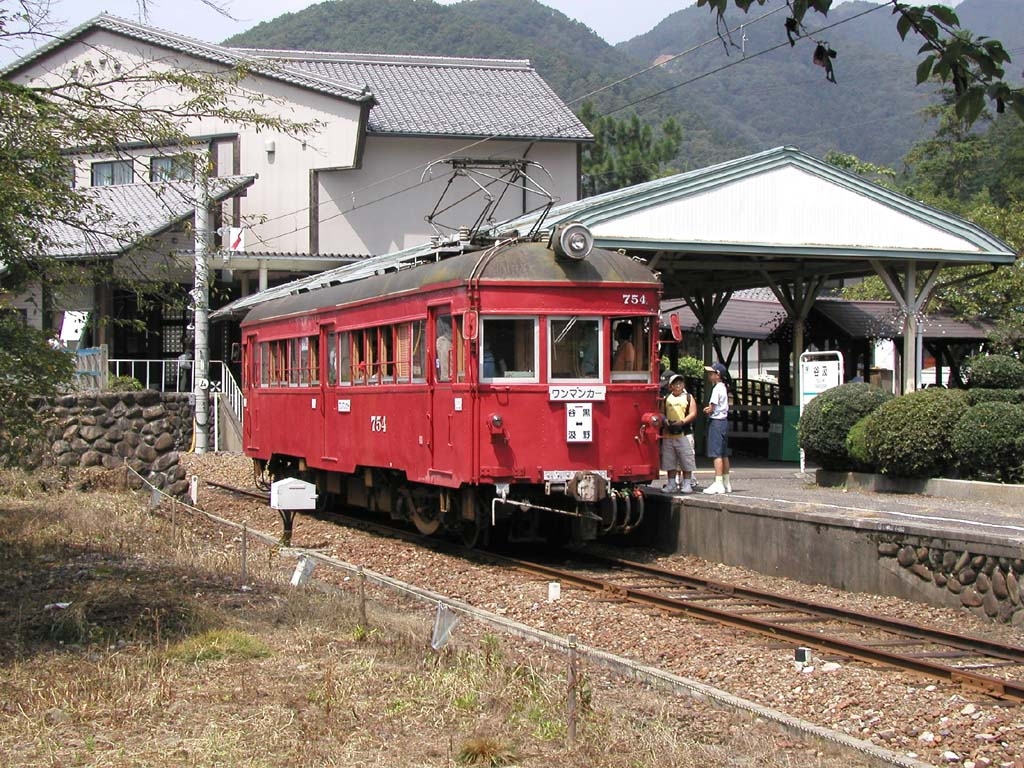
停車中のモ754（2001年8月）
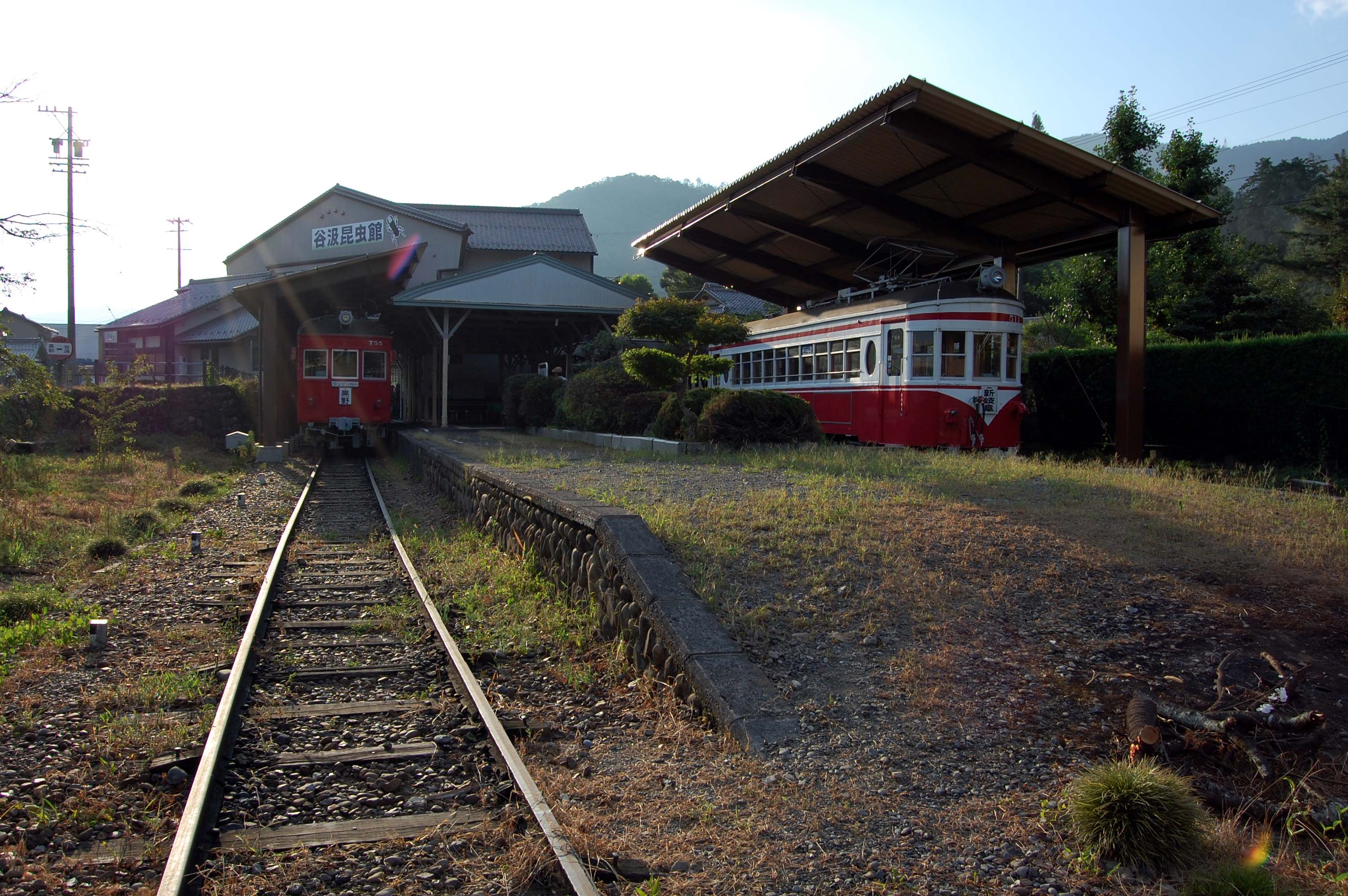
ホーム跡の全景（廃止後、2007年8月）
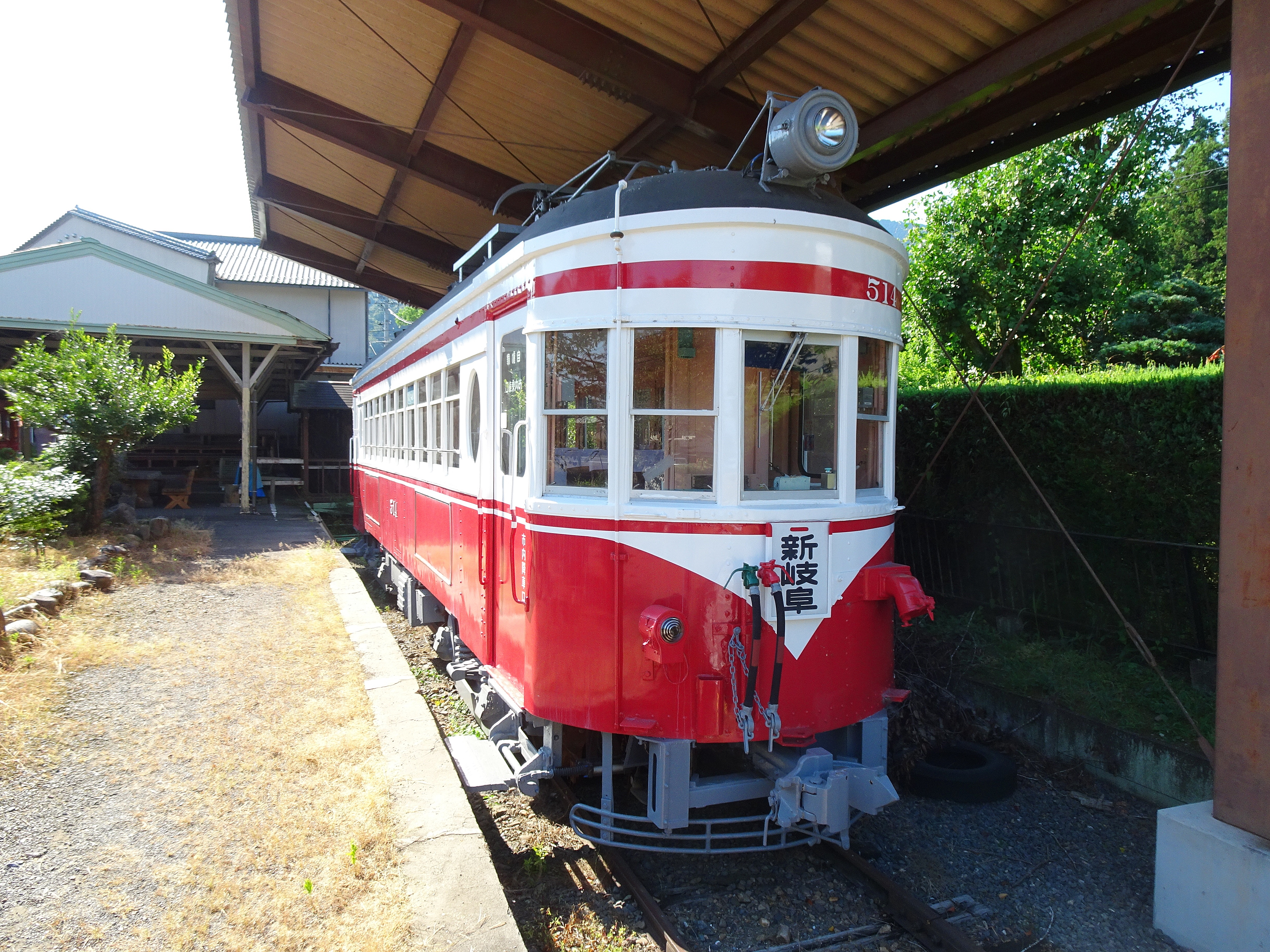
保存されているモ514
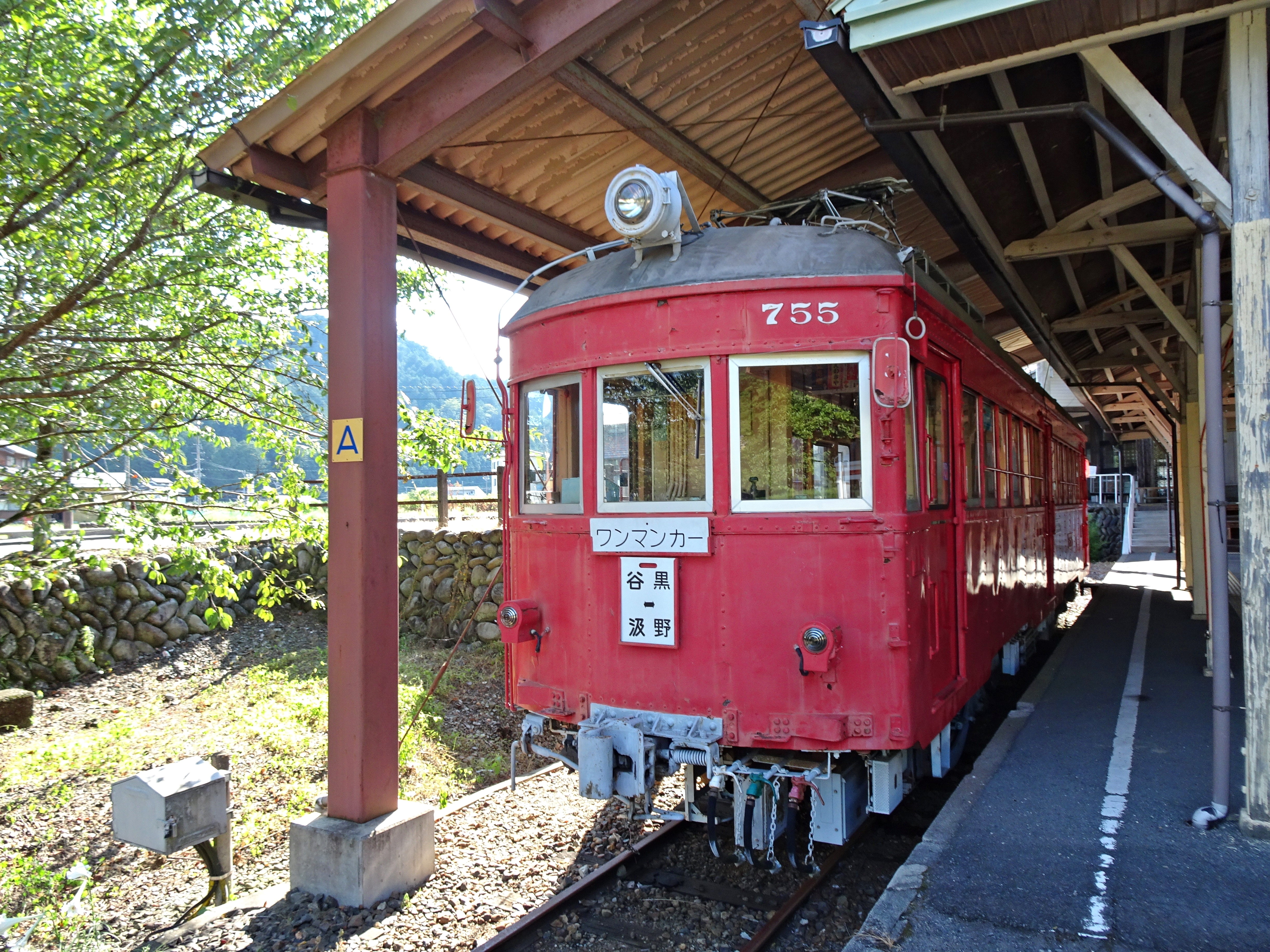
保存されているモ755

### 配線図
|            | 谷汲駅 構内配線略図 | → 黒野方面 |
| 凡例 出典: |                     |            |

## 利用状況
- 『名古屋鉄道百年史』によると1992年度当時の1日平均乗降人員は391人であり、この値は岐阜市内線均一運賃区間内各駅（岐阜市内線・田神線・美濃町線徹明町駅 - 琴塚駅間）を除く名鉄全駅（342駅）中286位、 揖斐線・谷汲線（24駅）中8位であった[1]。

## 駅周辺
谷汲村の中心部にあり、駅の少し先からは華厳寺の参道が伸びる。広い駅前広場があり、パークアンドライド用の駐車場も置かれていた。
- 谷汲山華厳寺
- 岐阜県道40号山東本巣線
- 揖斐川町ふれあいバス谷汲口線・揖斐川町はなももバス 昆虫館前バス停

## 隣の駅
名古屋鉄道
谷汲線
長瀬駅 - 谷汲駅
- 1990年までは隣の長瀬駅との間に結城駅が存在した。